# Seznam DTP programů
DTP (jinak také sázecí) programy slouží pro Desktop publishing. Seznam obsahuje základní sázecí programy:

## Programy šířené zdarma, open source
- Scribus – kvalitní program na sazbu pro Windows, Linux, MacOS, OS/2 a další. České stránky pro uživatele

- TeX (Nadstavba LaTeX) – prověřený program na sazbu zejména technických textů (ale ani jiné nejsou překážkou); zpracovává značky uvedené v dokumentu a vytvoří výsledný soubor. Československé sdružení uživatelů TeXu

- Passepartout – sázecí program pro linuxové prostředí GNOME. Anglické stránky projektu

## Programy Shareware
- iCalamus – kvalitní program pro Mac OS X, omezená verze zdarma, i v češtině. Též pro tisk fotoknih a knih a kalendářů z iPhoto. Stránky programu, i v češtině

## Placené programy
- QuarkXpress
- Adobe InDesign
- Adobe PageMaker
- Calamus
- CorelDRAW
- Corel Ventura
- Adobe Framemaker – program na sazbu bohatě strukturovaných dokumentů (např. matematickou sazbu aj.)
- Microsoft Publisher
- PagePlus
- Pages
- PageStream
- Publishing Partner
- RagTime
- Xclamation
- PageMaker (vývoj ukončen v r. 1994, nástupcem historického PageMakeru od Aldus Corporation je Adobe PageMaker)
- Ovation Pro